# دار جعفر الصادق
دار جعفر الصادق هي دار الإمام جعفر الصادق تقع في جنوب المسجد النبوي الشريف، وكانت ملاصقة لدار أبو أيوب الأنصاري من الجهة الجنوبية، ويمكن الوصول إلى الدار عبر زقاق مكتبة عارف حكمت المتفرع من الزقاق الرئيسي الممتد في جنوب المسجد النبوي الشريف. وقد أزيلت هذه المنطقة بكاملها لتدخل ضمن توسعة وعمارة الملك فهد للمسجد النبوي الشريف.